# Xenia Beliayeva
Xenia Beliayeva (russisch Ксения Беляева, Xenija Beljajewa; * 1980 in Moskau) ist eine russisch-deutsche Electro-Musikerin und bildende Künstlerin.

## Leben
Die in Moskau geborene Beliayeva emigrierte 1988 mit ihrer Mutter nach Deutschland und begann ihre kreative Laufbahn 1997 bei dem Fotografen Peter Böttcher. Ihren musikalischen Durchbruch hatte sie im gleichen Jahr als Opening Act der Kraftwerk-Show zur Eröffnung des ZKM Karlsruhe, gemeinsam mit Laurent Garnier. Es folgte eine kurze Station beim Musiksender VIVA, bevor sie nach Hamburg zog. Dort war sie viele Jahre als A & R für das Hamburger Label Ladomat 2000 tätig.
Parallel entwickelte sie ihre eigene musikalische Karriere weiter: Erste Singles erschienen ab 2006, unter anderem auf Anthony Rothers Label Datapunk. Die EP Momentan wurde 2008 veröffentlicht, gefolgt vom Album Ever Since (2010) auf dem Berliner Label Shitkatapult. Ihre Musik wird als eine Mischung aus Electro, Techno, Acid, Dark Wave und Pop beschrieben.
Neben ihrer musikalischen Tätigkeit arbeitet Xenia Beliayeva auch als bildende Künstlerin. Beliayevas bildnerisches Werk steht in engem Zusammenhang mit ihrer musikalischen Praxis. Ihre Bilder entstehen meist in Serien und zeichnen sich durch dichte, expressive Schichtungen, farbliche Kontraste und eine starke gestische Sprache aus. In Ausstellungen, Atelier-Einblicken und Performance-Formaten verbindet sie Klang, Bild und Präsenz zu einer offenen Erzählweise jenseits klassischer Genres.
Sie lebt und arbeitet in Hamburg.

## Diskographie
- 2010: Ever since, Shitkatapult
- 2018: Riss, Manual Music
- 2018: explore the dark side, Manual Music